# Khòiniki
Khòiniki (belarús: Хо́йнікі, també Хва́йнікі; rus: Хойники; Łacinka: Chojniki) és una ciutat belarussa capital del Districte de Khóiniki, a la Província de Hòmiel.
Es menciona per primera vegada en escrits el 1504 com a assentament del Gran Ducat de Lituània. L'assentament es va annexionar a l' Imperi rus després de la segona partició de Polònia el 1793. Des del 1927, com a membre de l'RSS belarussa. Des de 1938: un poble urbà. Del 25 d'agost de 1941 al 23 de novembre de 1943, va estar sota ocupació alemanya. Hojnik i els voltants es van veure afectats significativament pel desastre nuclear de Txernòbil del 26 d'abril de 1986.